# Kijiv-Paszazsirszkij
A Kijiv-Paszazsirszkij (ukránul: Київ-Пасажирський) egy kijevi vasúti átmenő főpályaudvar, melyet az Ukrzaliznicja üzemeltet.

## Története
Az eredeti állomást 1870-ben adták át a Kijev–Balta és Kijev–Kurszk vasútvonal részeként. A kétszintes állomásépületet Ivan-Fridrih Sztanyiszlavovics Visnevszkij tervezte.
A jelenlegi vasútállomást 1927-ben Olekszandr Matvijovics Verbickij tervei alapján kezdték el építeni és 1932-re készültek el vele. A második világháborúban az állomás megsérült, Heorhij Fedoszijovics Domasenko építész irányításával 1949-re sikerült helyreállítani. 1955-ben elkészült az elővárosi vasutakat kiszolgáló épületrész, 2001-ben pedig egy új „déli állomás” nevű épületet adtak át. A különböző épületrészek között gyalogosan lehet közlekedni.

## Megközelítés helyi tömegközlekedéssel
- -es metróvonal (Vokzalna állomás)
- Villamos: 1, 3, 15, 18
- Trolibusz: 8, 9, 12, 14, 17, 33
- Helyi és helyközi autóbuszok

## Forgalom
Az állomás közvetlen kocsikkal elérhető Magyarországról, ide érkezik a Bécsből induló, Győrön, Budapesten, Szolnokon és Debrecenen keresztül közlekedő Hortobágy EuroCity (Ukrajnában név nélküli gyorsvonat). A szerelvényeket Csap állomástól az Ukrán Vasutak üzemelteti.

## Galéria

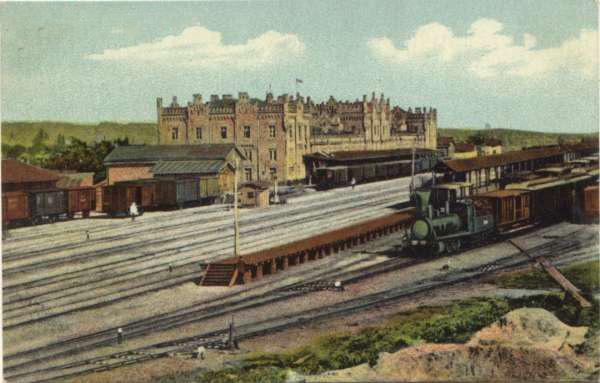
Az eredeti téglaépület a 19. században
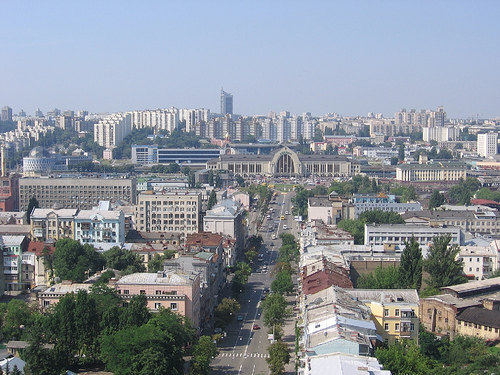
Út a vasútállomáshoz
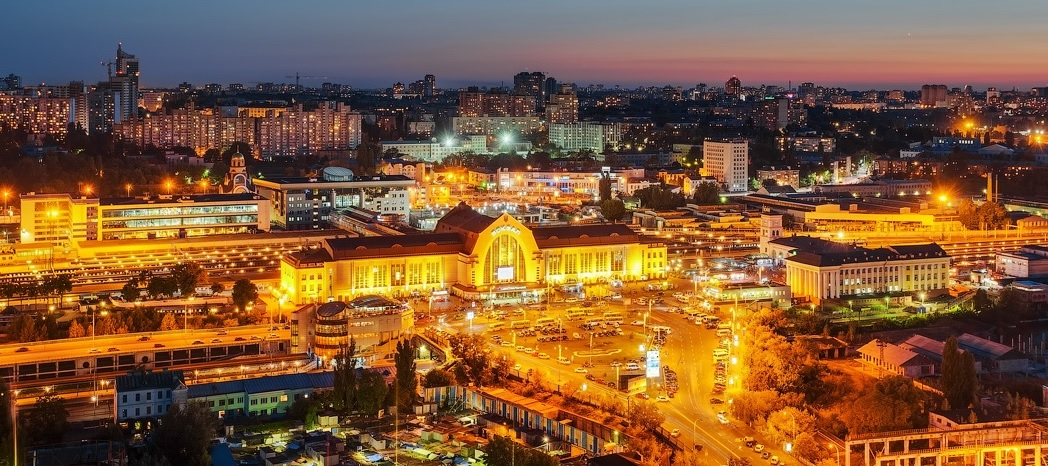
A főpályaudvar épülete éjszaka
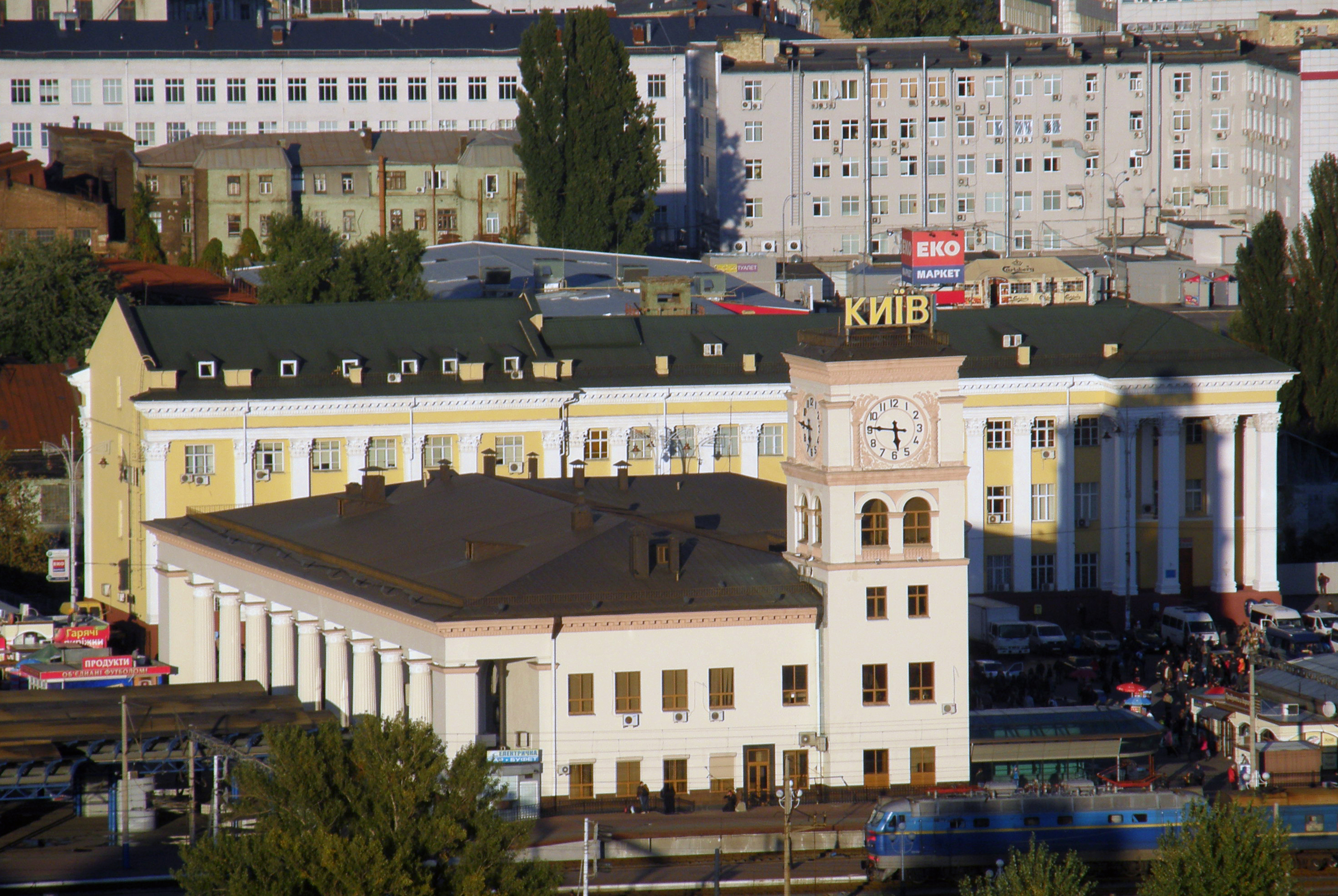
Elővárosi állomás épülete
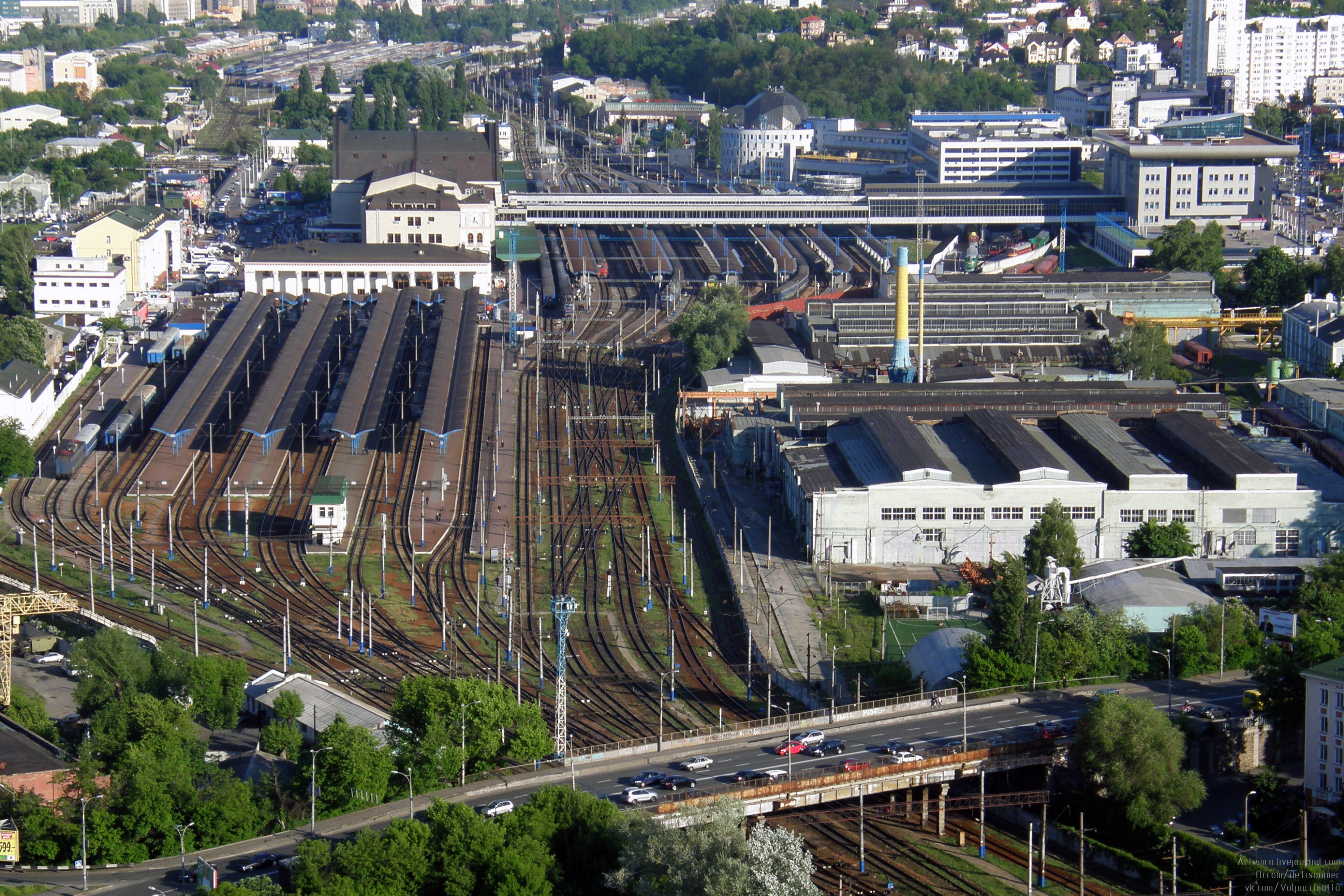
A bal oldalon az elővárosi állomás, mögötte a főpályaudvar rész
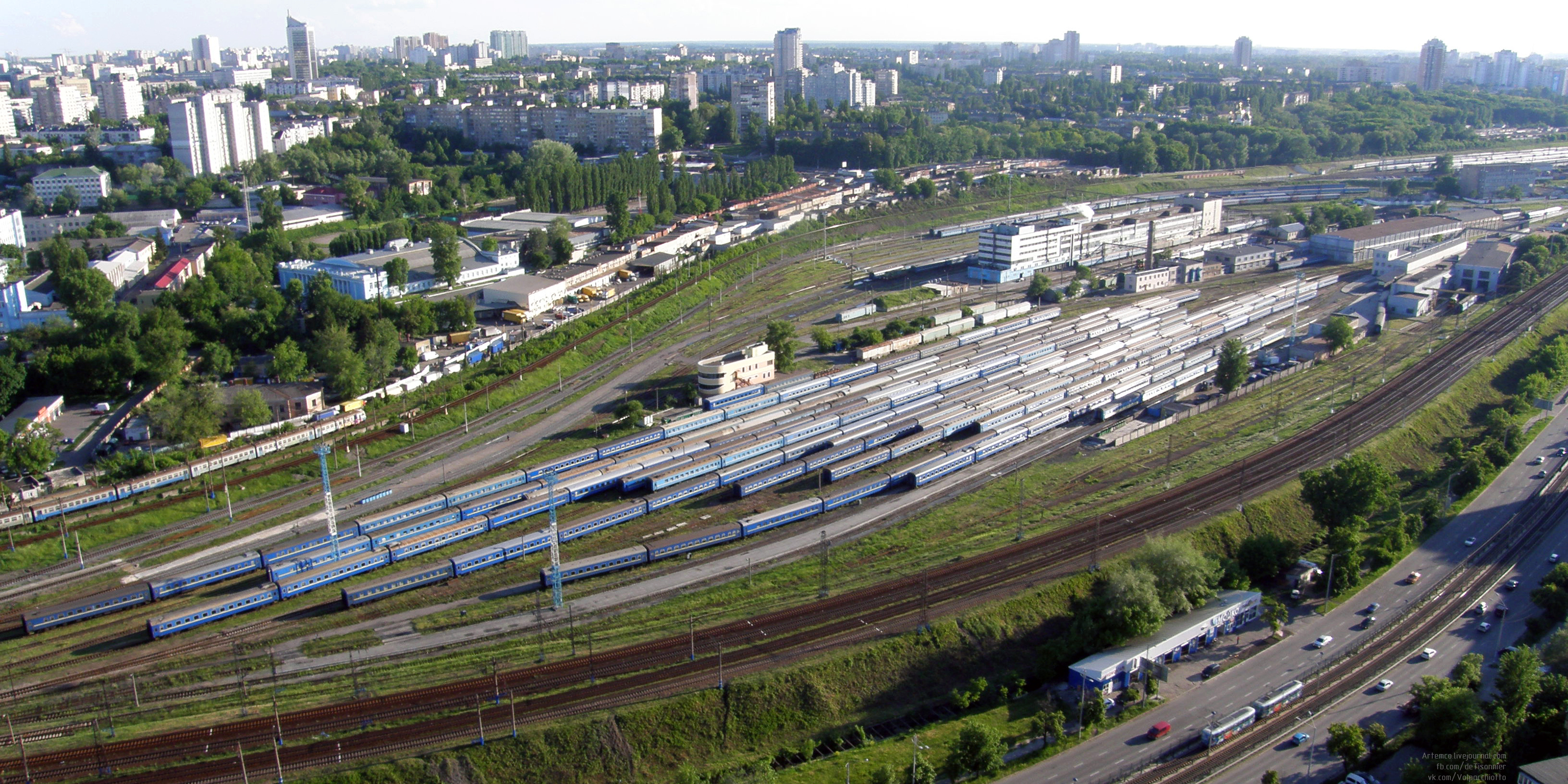
Az állomáshoz tartozó rendezőpályaudvar

## Fordítás
- Ez a szócikk részben vagy egészben  a   Kiev-Pasazhyrskyi railway station című angol Wikipédia-szócikk fordításán alapul.  Az eredeti cikk szerkesztőit annak laptörténete sorolja fel. Ez a jelzés csupán a megfogalmazás eredetét és a szerzői jogokat jelzi, nem szolgál a cikkben szereplő információk forrásmegjelöléseként.